# Magach
La designación Magach (en hebreo: מגח; Ma-GAKH) hace referencia a una serie de carros de combate utilizados por las Fuerzas de Defensa de Israel basados en los M48 Patton y M60 Patton de origen estadounidense. Los Magach 1, 2, 3 y 5 están basados en el M48; mientras que los Magach 6 y 7 están basados en el M60.Su versión más moderna es el Magach 7C

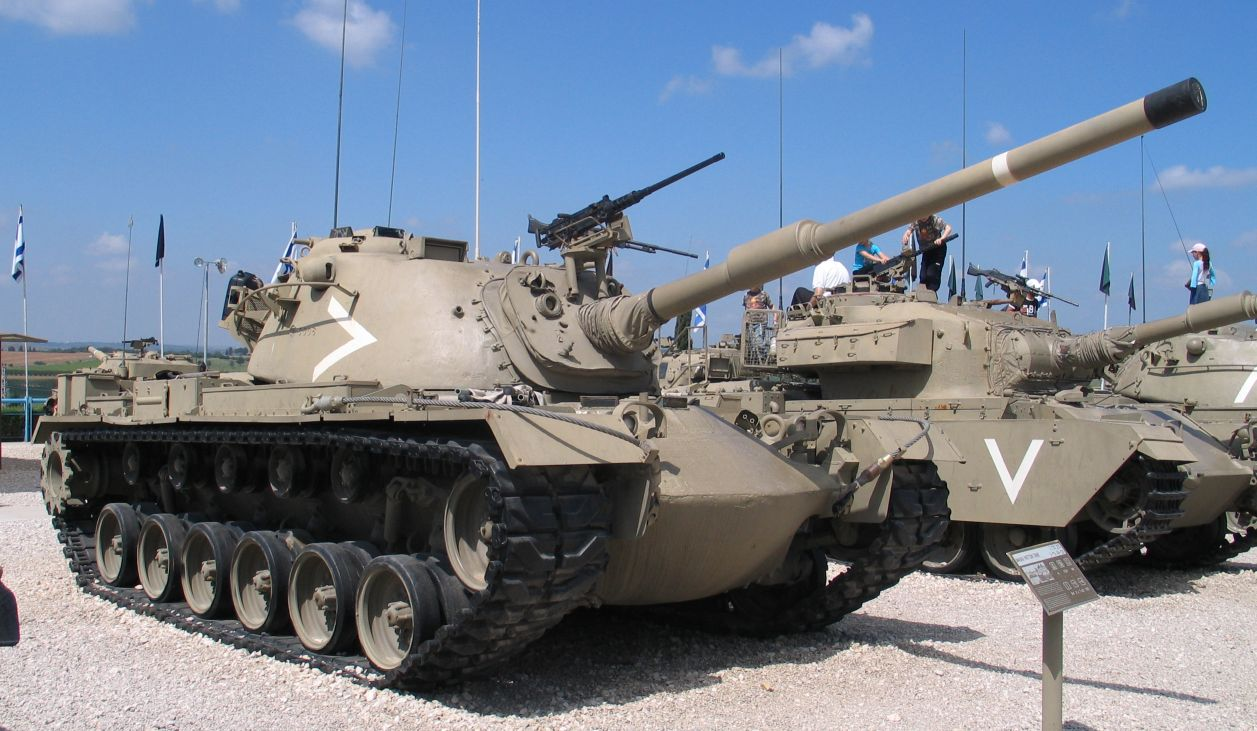
Magach 3 en el Museo Yad la-Shiryon, Israel.
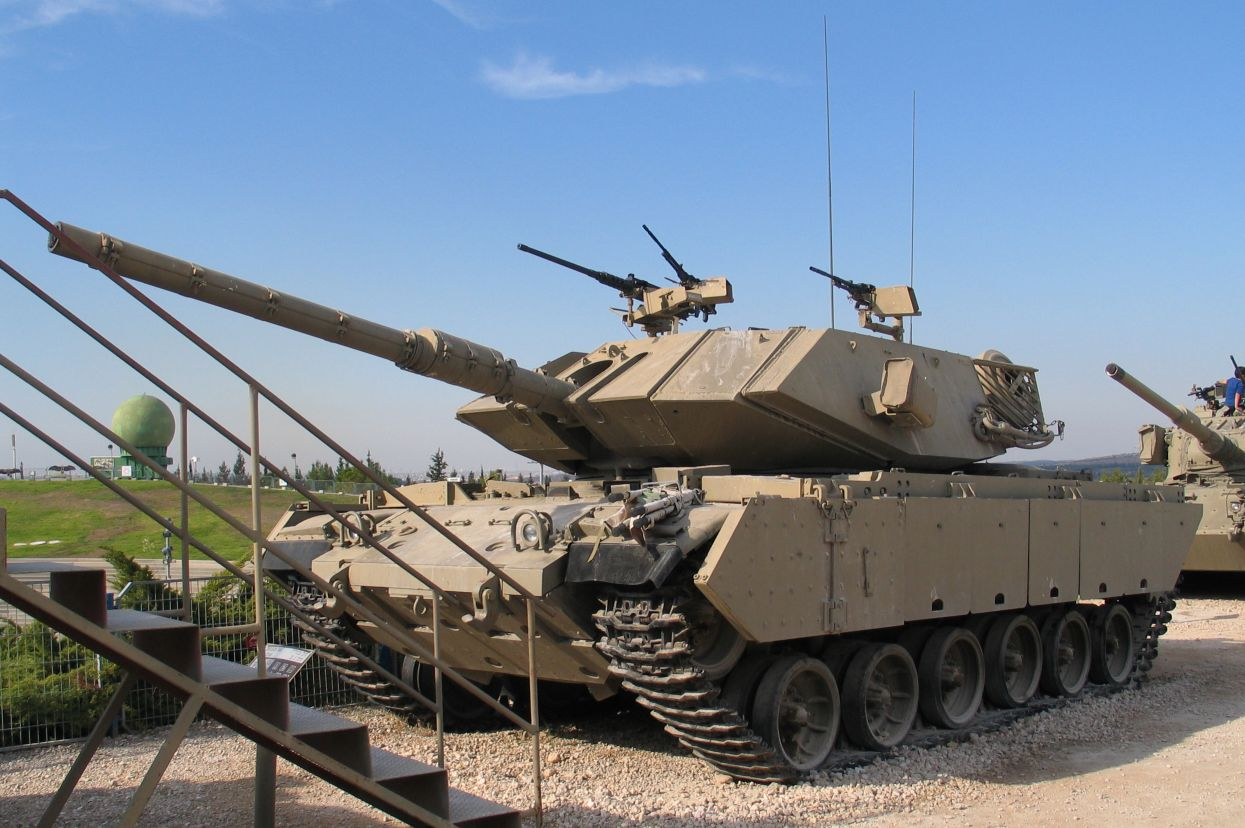
Magach 7C en el Museo Yad la-Shiryon, Israel.

### Desarrollos relacionados
- M46 Patton
- M47 Patton
- M48 Patton
- M88 Recovery Vehicle
- M60 Patton
- Tanque pesado M103
- Sabra

## Usuarios
- Israel unas 1.200 unidades.